# Joe & Mac Caveman Ninja
Joe & Mac: Caveman Ninja, известная как Joe & Mac и Caveman Ninja в США и как Joe & Mac: Tatakae Genshiji (яп. ジョーとマック 戦え原始人 Дзё: то Макку Татакаэ Гэнсидзи) в Японии — видеоигра в жанре платформер, разработанная компанией New World Computing Incorporated и изданная Data East Corporation в 1991 году.

## Сюжет
Давным-давно где-то в Африке жили два первобытных племени. Однажды ночью люди одного из племён украли всех женщин у другого племени. Теперь первобытным людям Джо и Маку нужно пробраться к соседям и вернуть украденных женщин в своё племя.

## Обзор игры

Кадр из игры для платформы NES

Различные версии игры сходны между собой по графическому оформлению (хотя графика в версии для карманной консоли Game Boy несколько иная) и геймплею, но различаются звуковым рядом.
Главные герои игры — древние люди (возможно, кроманьонцы) Джо и Мак. Им предстоит пройти несколько уровней, добраться до вождя вражеского племени и победить его.
Уровни в игре представляют собой локации с боковым сайд-скролингом и двухмерной графикой (джунгли, река, вулкан, пещера), на которых находится множество врагов и препятствий. Некоторые из уровней поделены на две части, разделённые между собой развилками. Игрок может выбирать, по какому из двух путей следовать дальше.
Враги здесь в основном — люди из вражеского племени и мелкие динозавры.
Полезных предметов в игре два типа. Оружие находится в динозавровых яйцах; предметы, пополняющие здоровье персонажей, остаются после уничтожения врагов. Оружия в игре представлено несколько типов: помимо обычных каменных молотков, которыми вооружены герои, есть также каменные колеса, бумеранги, заострённые кости и факелы.
В конце большинства уровней находится босс. Среди них — динозавры (например, тираннозавр или птеранодон), гигантское плотоядное растение, скелет динозавра и мамонт. Финальный босс — вождь вражеского племени.

## Оценки
Оценки игры критиками были в основном средними. Версия для SNES рецензентами из журнала Power Play была оценена в 71 балл из 100. Журналы GamePro и EGM поставили версии для Sega оценки 3,5 баллов из 5 и 7 баллов из 10.

## Ремейк
На территории России в 1990-годах распространялся нелицензионный ромхак данной игры под названием «Super Mario 16», в котором главный герой заменен на Марио.